# Colona velutina
Colona velutina là một loài thực vật có hoa trong họ Cẩm quỳ. Loài này được Merr. & L.M.Perry mô tả khoa học đầu tiên năm 1939.